# Karl Eichwald
Karl Eduard von Eichwald (in russo Эдуард Иванович Эйхвальд?, Ėduard Ivanovič Ėjchval'd; Jelgava, 4 luglio 1795 – San Pietroburgo, 10 novembre 1876) è stato un  geologo, medico e naturalista tedesco del Baltico che lavorò in Russia.

## Biografia
Eichwald era un tedesco del Baltico nato a Jelgava nel governatorato di Curlandia. Divenne dottore in medicina e professore di zoologia a Kazan' nel 1823, quattro anni dopo professore di zoologia e anatomia comparata a Vilnius, nel 1838 professore di zoologia, mineralogia e medicina a San Pietroburgo ed infine professore di paleontologia nell'istituto di industria mineraria della stessa città.
Viaggiò molto nell'impero russo e fu un acuto osservatore della geologia e della storia naturale. Morì a San Pietroburgo.
Tra le sue opere si trovano Reise auf dem Caspischen Meere und in den Caucasus, 2 volumi (Stoccarda e Tubinga, 1834-1838); Die Urwelt Russlands (San Pietroburgo, 1840-1845); Le Lethaea Rossica, ou Paléontologie de la Russie, 3 volumi (Stoccarda, 1852-1868) con atlanti.
Nel campo scientifico della erpetologia descrisse numerose nuove specie di rettili.
Il suo lavoro non è privo di errori, in parte a causa della natura dello scrittore. In età avanzata, pochi scienziati hanno ammesso i propri errori. Parte di questi errori furono dovuti al materiale di bassa qualità, raccolto per lui da persone spesso inesperte o analfabete. Per questo le conclusioni a cui giunge non sono sempre affidabili.